# Grande Santuario Americano di Tsubaki
Il Grande Santuario Americano di Tsubaki (Tsubaki Grand Shrine of America) è un complesso shintoista situato a Granite Falls, vicino a Seattle nello Stato di Washington, USA. Questo santuario è il primo costruito su suolo statunitense ed è un ramo del Santuario di Tsubaki situato nella prefettura di Mie, Giappone.